# Parrocchia di Saint Anne Sandy Point
La parrocchia di Saint Anne Sandy Point si trova nella parte settentrionale dell'isola di Saint Kitts, nella federazione di Saint Kitts e Nevis.

## Villaggi
- Sandy Point Town (capoluogo)
- Fig Tree
- La Vallée
- Sir Gillee's Estate